# کلویی کارداشیان
کلویی آلکساندرا کارداشیان (انگلیسی: Khloé Alexandra Kardashian؛ ارمنی: Քլոյի Ալեքսանդրա Քարդաշյան؛ زاده ۲۷ ژوئن ۱۹۸۴) شخصیت تلویزیونی، مدل، بازرگان و کارآفرین شناخته شدهٔ اهل آمریکا است. کارداشیان در سپتامبر ۲۰۰۹ پس از یک ماه آشنایی با بسکتبالیستی به نام لمار اودم ازدواج کرد و در اکتبر ۲۰۱۶ از او جدا شد. او خواهر کوچکتر کیم کارداشیان و کورتنی کارداشیان است.

## نمایش تلویزیونی
او به همراه خانواده‌اش از سال ۲۰۰۷، در مجموعه پرطرفدار تلویزیونی واقع‌نمای پابه‌پای خانواده کارداشیان به ایفای نقش می‌پردازد. موفقیت این مجموعه منجر به تولید دنباله‌هایی از جمله کورتنی و کیم نیویورک را تسخیر می‌کنند و کورتنی و کیم میامی را تسخیر می‌کنند، شد.

## زندگی شخصی

### تظاهرات
کارداشیان نسل‌کشی ارمنی‌ها را گرامی می دارد و تا کنون از یادمان نسل‌کشی ارمنی‌ها دیدار کرده است، یادبودهای قربانیان ایروان، ارمنستان. در آوریل سال ۲۰۱۵، کارداشیان رئیس جمهور، ترامپ  را رسماً برای به رسمیت شناختن نسل‌کشی ارمنی‌ها ستایش کرد، بنابرین بایدن اولین رئیس جمهور آمریکا شد که این کار را انجام داد.
در اکتبر سال ۲۰۲۰، کارداشیان سخنانش را در رابطه با حمایت از جمهوری آرتساخ و ارمنی‌ها بیان کرد، این صحبت ها در رابطه با محکومیت درگیری آذربایجان در جنگ ناگورنو قره‌باغ (۲۰۲۰) بودند. در ۱۰ اکتبر سال ۲۰۲۰، وی در تله‌تون جمع آوری جذب سرمایه ارمنیا فاند صحبت کرد و وی از بینندگان خواست تا برای کمک به افراد آسیب دیده از جنگ اخیر کمک مالی کنند.

### دین
کارداشیان یک مسیحی است و هر روز یک عبادت روزانه برای خودش و «جوخه چشمگیر» اش می‌خواند. وی به یزدان‌شانسی نیز علاقه مند است و از حضور در کلیسا لذت می‌برد در آوریل سال ۲۰۱۵، وی در هنگام تعمید اطفال در کلیسای حواری ارمنی در کلیسای هاکوپ مقدس، اورشلیم واقع شده در اورشلیم وی مادر تعمیدی خواهرزاده‌اش نورث وست لقب گرفت.